# Chorionzottenbiopsie
Die Chorionzottenbiopsie, auch unter den Synonymen Chorionbiopsie, Zottenhaut-Test, Mutterkuchenpunktion oder Plazenta-Punktion bekannt, ist die Entnahme und Untersuchung von Zellen der Zottenhaut. Es handelt sich um eine invasive Untersuchungsmethode im Rahmen der Pränataldiagnostik, die bereits zu einem früheren Zeitpunkt der Schwangerschaft angewendet werden kann als die Amniozentese. Beide Methoden untersuchen vorgeburtlich (= pränatal), ob das ungeborene Kind von chromosomal bedingten Besonderheiten oder von Stoffwechselerkrankungen betroffen ist.

## Prinzip der Untersuchung
Während des ersten Schwangerschaftsdrittels umkleidet extrafetales Gewebe die Außenseite der Amnionhöhle. Das Gewebe gehört zwar nicht zum Fötus, ist mit diesem aber in der Regel genetisch identisch. Im Bereich des Nabelschnuransatzes verdickt es sich zum „Chorion frondosum“, welches mit bäumchenartig verästelten Strukturen (den Chorionzotten) besetzt ist und sich später zur Plazenta weiterentwickelt.
Mittels Ultraschall kann dieser Bereich etwa ab der 10. bis zur 12. Schwangerschaftswoche abgegrenzt werden. Mittels einer Biopsie werden Bestandteile der Plazenta (= Mutterkuchen) die Chorionzotten, entnommen und untersucht. Das heranwachsende Kind und der Mutterkuchen, durch den es versorgt wird, bilden sich aus einer gemeinsamen Ursprungszelle. Chromosomale Abweichungen zwischen den Zellen des Mutterkuchens und den Zellen des Kindes (Plazenta-Mosaik) sind daher selten, wenngleich prinzipiell möglich: Als Plazenta-Mosaik bezeichnet man eine unterschiedliche Chromosomenausstattung von entweder Zellen innerhalb der Plazenta (d. h. dort liegen zwei verschiedene Zelllinien nebeneinander vor) bzw. eine unterschiedliche Chromosomenausstattung von Mutterkuchen und heranwachsendem Baby. Bei etwa 1 bis 2 von 100 Chorionzottenbiopsien wird ein durch Mutationen nach Bildung der Zygote entstandenes Plazenta-Mosaik gefunden.
Die in den USA entwickelte Chorionzottenbiopsie ist keine Routineuntersuchung und wird nur dann angewendet, wenn die Schwangere bzw. das Elternpaar dies ausdrücklich wünscht. Der behandelnde Arzt ist verpflichtet, die Schwangere vor der Untersuchung ausführlich zu beraten und die Vor- und Nachteile in verständlicher Art und Weise zu erörtern. Dazu gehört auch der Hinweis darauf, dass es für die meisten feststellbaren Besonderheiten keine Therapie zur ursächlichen Heilung gibt, und somit im Falle eines positiven Untersuchungsbefundes letztlich nur die Annahme des Kindes mit seiner Besonderheit, die nachgeburtliche Freigabe des Kindes zur Adoption bzw. die nachgeburtliche Abgabe des Kindes in eine Pflegefamilie / ein Heim oder der Schwangerschaftsabbruch als Alternativen bestehen.

## Optimaler Zeitpunkt der Untersuchung und Abwägung Chorionzottenbiopsie oder Amniozentese
Seit der Einführung der Risikoeinschätzung von altersabhängigen Chromosomenstörungen nach den Standards der „Fetalmedicine Foundation UK“ fetalmedicine.com durch die Beurteilung der Nackentransparenz und biochemischen Methoden im Zeitfenster der Schwangerschaftswoche 11+0 bis 13+6 nimmt die Zahl der Chorionzottenbiopsien deutlich ab. 
Die Untersuchung wurde früher ab der etwa 9. bis 11. Schwangerschaftswoche eingesetzt. Heute wird eine Chorionzottenbiopsie in der Regel nicht vor der 11. abgeschlossenen Schwangerschaftswoche empfohlen. In pränataldiagnostischen Zentren wird seit einigen Jahren zunehmend der frühe Feinultraschall unter Berücksichtigung der Risikoeinschätzung für Trisomie 21, Trisomie 13 und Trisomie 18 bevorzugt im Zeitfenster der 13. Schwangerschaftswoche durchgeführt. Je nach Befund und Risikoeinschätzung für die altersabhängigen Chromosomenstörungen stellt sich danach die Frage nach einer Chorionzottenbiopsie häufig unter einem neuen Aspekt.
Findet sich eine Risikoerhöhung durch eine verdickte Nackentransparenz oder eine schwere Fehlbildung (major anomaly) z. B. Herzfehler mit unauffälliger Nackentransparenz, kann eine Chorionzottenbiopsie, möglichst erst nach vorheriger genetischer Beratung durchgeführt, sehr rasch zu einer vorläufigen Klärung des Karyotyps beitragen.
Im Falle einer unauffälligen Nackentransparenz, evtl. in Kombination mit unauffälligen biochemischen Markern, wird das sogenannte „Altersrisiko“ für Trisomie 21, Trisomie 13 oder Trisomie 18 neu eingeschätzt und niedriger ausfallen.
Damit bleibt Zeit zum Überdenken eines invasiven Eingriffes und für weitere Beratungen. So ist es sinnvoll, eine humangenetische und/oder psychosoziale Beratung in Anspruch zu nehmen. Mit dem evtl. gewonnen inhaltlichen Wissen über Art, Risiken und Zielsetzung der Methoden und Konsequenzen aus einem auffälligen Befund kann eine Entscheidung für oder gegen eine invasive Diagnostik danach sorgfältiger abgewogen werden.
Wird dennoch eine invasive Untersuchung zur Beurteilung des Karyotyps zum Ausschluss einer Chromosomenstörung gewünscht, kann ab der ca. 16.–17. Schwangerschaftswoche eine Amniozentese durchgeführt werden. Hierbei wäre als Vorteil die geringere Mosaikrate (siehe unten) zu nennen, die bei Chorionzottenbiopsien ca. 2 % beträgt und die Beurteilung der Chromosomen aus einer Zellkultur der Fruchtwasseruntersuchung wird unter dem Mikroskop qualitativ als besser gegenüber den Zellkulturen einer Chorionzottenbiopsie beschrieben.

## Ablauf der Untersuchung
Die Zellentnahme bei der Chorionzottenbiopsie kann auf zwei Arten erfolgen:
- 1. durch das Einführen eines Stifts durch die Bauchdecke (= transabdominal):
  - Unter Ultraschallkontrolle wird eine Nadel in die Bauchdecke der Schwangeren eingeführt und bis in die Plazenta vorgeschoben. Dies wird „Punktion“ genannt. Es wird Gewebe entnommen und im Labor untersucht. Der wesentliche Unterschied zur Amniozentese (Fruchtwasserentnahme) besteht darin, dass die Nadel nicht in die Fruchtblase eindringt, sondern daran vorbeigeführt wird, um zur Plazenta zu gelangen. Liegt die Plazenta sehr ungünstig, dann ist eine transabdominale Chorionzottenbiopsie nicht möglich.
- 2. über den Muttermund (= transzervikal):
  - In der Frühschwangerschaft wird zur Zellentnahme ein dünner Schlauch (Katheter) durch die Scheide und den Gebärmuttermund in die Plazenta geschoben. Da es bei dieser Methode allerdings vergleichsweise mehr Risiken gibt, wird die Zellentnahme heutzutage häufiger transabdominal durchgeführt, also mittels einer Punktion (= Einführung einer Nadel) durch die Bauchdecke der Schwangeren.

Insgesamt werden ca. 20 bis 30 mg Zotten entnommen und im Labor eine Karyotypisierung (Erstellung eines Chromosomenbildes / Karyogramms) durchgeführt. Eine DNA-Analyse zur Erkennung molekulargenetischer Erkrankungen des Ungeborenen wird nur in besonderen Fällen und in der Regel nach vorheriger genetischer Beratung durchgeführt.

## Ergebnis der Untersuchung
Die Untersuchung dient dem Nachweis einiger genetisch bedingter Besonderheiten des Kindes (u. a. Down-Syndrom (Trisomie 21), Pätau-Syndrom (Trisomie 13), Edwards-Syndrom (Trisomie 18), und Trisomie 8) sowie einiger Stoffwechselerkrankungen.
Neuralrohrfehlbildungen (z. B. Formen von Spina bifida aperta und Anenzephalie) und Bauchwandfehlbildungen können nicht diagnostiziert werden. Auch treten Trisomien (= Verdreifachungen von Chromosomen) manchmal als sogenanntes „Mosaik“ auf. Das heißt, nicht in allen Zellen des Kindes ist das jeweilige Chromosom dreifach vorhanden, sondern es existieren auch Zellen mit einem unauffälligen Chromosomensatz. Es ist darum möglich, dass eine Mosaik-Trisomie bei der Chromosomenuntersuchung nicht erkannt wird.
Ergebnisse einer Direktpräparation liegen nach ein bis zwei Tagen vor und erlauben bereits eine meist zuverlässige Diagnose bestimmter Erbkrankheiten und Chromosomenbesonderheiten (s. o.).
Da es, wie bereits erwähnt, selten, aber prinzipiell auch möglich ist, dass eine chromosomale Abweichung zwischen den Zellen des Mutterkuchens und den Zellen des Kindes besteht (Plazenta-Mosaik), kann bei einem positiven Befund eine Amniozentese angeraten werden. So berichteten Hahneman und von Vejerslev 1997 beispielsweise von drei Fällen von Trisomie 14 bei Chorionzottenbiopsien: Bei zweien lag kein Zellmosaik vor, bei einem schon. Alle drei Befunde betrafen jedoch lediglich die Plazenta und konnten bei der Untersuchung der Zellen der drei Kinder nicht nachgewiesen werden.
Insbesondere bei widersprüchlichen Ergebnissen, z. B. bei sonographisch völlig unauffälligem Fetus und auffälliger Kurzzeitkultur oder bei unklarer Auswertung des Chromosomenbildes unter dem Mikroskop, sollte immer das Ergebnis der Langzeitkultur abgewartet werden, die nach etwa 10 bis 20 Tagen vorliegt und eine diagnostische Sicherheit von ca. 99,8 % aufweist. Dieser Wahrscheinlichkeitswert ist allerdings so hoch, dass er schon eine relative „Sicherheit“ impliziert, die bei einem auffälligen Befund als Indikation für einen Schwangerschaftsabbruch ausreichend ist. In manchen Fällen, z. B. bei Anhalt für ein Mosaik oder anderen etwas unklaren Befunden sollte ggf. eine zusätzliche Amniozentese durchgeführt werden.
In solchen diagnostischen Grauzonen sollten alle weiterführenden Untersuchungen erst nach einer genetischen Beratung durchgeführt werden, damit den werdenden Eltern die Problematik des Befundes mit den möglichen Konsequenzen ausführlich vermittelt werden kann. Insbesondere sollte bekannt sein, dass auch zytogenetische Diagnosen nicht mit 100-prozentiger Sicherheit möglich sind.

## Risiken der Untersuchung
Invasive Untersuchungen wie die Chorionzottenbiopsie werden aufgrund der mit dem Verfahren verbundenen Risiken in der Regel dann durchgeführt, wenn insbesondere das Fehlgeburtsrisiko infolge des Eingriffs niedriger ist als die statistisch zu erwartende Wahrscheinlichkeit des Vorliegens einer Chromosomenbesonderheit oder einer Erbkrankheit.
Werdenden Eltern ist vor der Inanspruchnahme pränataler Diagnostik im Allgemeinen und der Chorionzottenbiopsie im Besonderen zu empfehlen, Beratungsangebote in Anspruch zu nehmen. Vor allem bei familiären Vorbelastungen ist es ratsam, eine genetische Beratungsstelle aufzusuchen.
Der Arzt oder die Ärztin ist gesetzlich verpflichtet, vor dem Eingriff über alle bestehenden Risiken – auch im Verhältnis zum von ihm erwarteten Nutzen – allgemein verständlich aufzuklären, aktuelle Risiken und auf Nachfrage deren Quellen (Studien) zu benennen und der Patientin genügend Bedenk- und eigenen Informationszeit einzuräumen. Die Patientin kann nur dann rechtswirksam in den Eingriff einwilligen, wenn sie in die Lage versetzt wurde, den Nutzen und/oder Nachteil des Eingriffs zu beurteilen.
Nach dem Eingriff sollte sich die Schwangere eine Zeit lang konsequent schonen. Auch Tage bis Wochen später ist das Risiko für z. B. Blutungen und Fehlgeburten erhöht.
Folgende Risiken unterschiedlicher Risikograde sollten von der Schwangeren bzw. vom Elternpaar abgewogen werden, bevor sie einer Chorionzottenbiopsie zustimmen:

### Fehlgeburt
Die Zahlen zur Fehlgeburt nach dem Eingriff werden mit 8,8:100 und etwas darunter angegeben.
Jauniaux und Rodeck (1995) geben die Zunahme des Risikos eines Spontanaborts nach einer Chorionzottenbiopsie im Vergleich zu einer späten Amniozentese mit 0,5 % bis 4 % an. (s. im Vergleich die Risiken der Spät-Amniozentese). Diese Spannbreite ergibt sich aus den beträchtlichen Unterschieden im Design der Vergleichsstudien und besonders der unterschiedlichen Anzahl und Erfahrung der involvierten Diagnostiker. Das gewichtete Mittel aus den bei Jauviaux und Rodeck (1995) angegebenen Daten ergibt ein Risiko von 8,8 % für einen Spontanabort nach einer Chorionzottenbiopsie im Vergleich zu 5,7 % bei Amniozentesen. Es muss jedoch beachtet werden, dass Chorionzottenbiopsien meist zwischen der 9. und 12. Schwangerschaftswoche durchgeführt werden, Amniozentesen hingegen in der Regel erst nach der 15. Woche. Einige Studien weisen darauf hin, dass das Risiko eines Spontanaborts nach einer Chorionzottenbiopsie geringer ist als nach einer Frühamniozentese (Jauvinaux & Rodeck, 1995).

### Antikörperbildung bei Rhesus-Inkompatibilität
Da bei der Punktion der mütterlichen Bauchdecke das mütterliche Gewebe verletzt wird und danach kindliches Gewebe entnommen wird, gelangt Blut des Kindes in den mütterlichen Körper. Auch beim Zurückziehen der Nadel wird das mütterliche Gewebe durch kindliche Blutbestandteile kontaminiert. Bei vorliegender Blutgruppenunverträglichkeit (Rhesus-Inkompatibilität) gegen das Rhesusfaktor-Antigen „D“, d. h. zwischen Rh-negativer (Rh−, rh, Genotyp dd) Mutter und Rh-positivem (Rh+, Rh, Genotyp Dd, dD, DD) Kind, wäre eine Antikörperbildung der Mutter (genannt „Anti-D“) auf das kindliche Blut wahrscheinlich, wenn es durch o. g. Vorgang zur Einbringung kindlichen Blutes bzw. dessen Bestandteilen (Erythrozyten oder deren Bestandteile) in den mütterlichen Blutkreislauf kommt.
Dieser Vorgang kann auch durch andere invasive Eingriffe am Kind bzw. bei Schwangerschaft im Uterus (z. B. induzierten Abort bzw. Schwangerschaftsabbruch; Nabelschnurpunktion; Amniozentese) eingeleitet werden. Das Risiko steigt dabei je nach Umfang der Invasivität bzw. dem Verletzungs- und Blutungsrisiko.
„Anti-D“ ist ein irregulärer erythrozytärer Antikörper, den Rhesus-negative Menschen bilden können, wenn sie durch Rhesus-positive Erythrozyten immunisiert werden. Auch das gegen diesen Vorgang und seine Folgen am Kind (s. Rhesus-Inkompatibilität#Pathogenese) üblicherweise prophylaktisch verabreichte Medikament („Anti-D-Prophylaxe“, etwa mittels RHOPHYLAC von CSL Behring und RHESONATIV von Octapharma) wird so bezeichnet.

### Deformation der Extremitäten
Als Langzeitfolgen werden insbesondere Deformationen an den Extremitäten des Kindes (Limb-Reduction-Defects) genannt (Jauniaux & Rodeck, 1995).
In der Allgemeinbevölkerung tritt diese Fehlbildung mit einer Häufigkeit von 0,03–0,06 % auf. Studien mit dem Ziel einer Quantifizierung des Risikos der Deformation der Beine nach einer Chorionzottenbiopsie ergaben Inzidenzen von 0,06–2 %. Das gewichtete Mittel beträgt 0,178 % und stellt somit – auf niedrigem Niveau – eine 3- bis 5-fache Erhöhung des Risikos dar.

### Sonstige Risiken
- Gefäßverletzungen sowie Blutungen nach dem Eingriff treten gelegentlich auf.
- Infektionen treten vergleichsweise selten auf.

## Entwicklung der Untersuchungsmethode
Erste Versuche einer vorgeburtlichen Diagnostik im ersten Schwangerschaftsdrittel wurden bereits unternommen, als die Amniozentese noch in der Entwicklung war. Maßgebliche Motivation war dabei die Vermeidung des hohen medizinischen Risikos und der massiven psychischen Belastungen aufgrund eines späten Schwangerschaftsabbruchs beispielsweise in der 21. Woche, in der die schwangere Frau oftmals bereits Kindsbewegungen spürt. Aus diesen Gründen setzten Diagnostiker große Hoffnungen in das erstmals von Ward u. a.(1983) sowie Rodeck u. a.(1983) beschriebene Verfahren der Analyse von Zellen aus dem Chorion, welche bereits eine Karyotypisierung ab der 8. Schwangerschaftswoche ermöglicht. Zum eigentlichen Durchbruch der Technik auf dem Weg zu einer möglichst sicheren Methode zur Gewebsentnahme kam es durch den Einsatz der Ultraschalldiagnostik Anfang der 1980er Jahre.